# Fantasy-Jahr 1939
Übersicht

◄ | 1935 | 1936 | 1937 | 1938 | Fantasy-Jahr 1939 | 1940 | 1941 | 1942 | 1943 | ► | ►►

Weitere Ereignisse

## Neuerscheinungen Literatur
| Deutscher Titel                     | Deutschsprachiges Erscheinungsjahr | Originaltitel                                         | Autor       | Anmerkungen |
| ----------------------------------- | ---------------------------------- | ----------------------------------------------------- | ----------- | ----------- |
| Die Königin von Luft und Dunkelheit | 1994                               | The Witch in the Wood / The Queen of Air and Darkness | T. H. White |             |

## Filmpreise
Oscar
- Spezial-Oscar – eine normal große Oscar-Statue und zusätzlich sieben symbolische Miniatur-Oscars[1] für Schneewittchen und die sieben Zwerge und Walt Disney

New York Film Critics Circle Award für Walt Disney

## Neuerscheinungen Filme
| Deutscher Titel                      | Deutschsprachiges Erscheinungsjahr | Originaltitel      | Regie            | Anmerkungen |
| ------------------------------------ | ---------------------------------- | ------------------ | ---------------- | ----------- |
| Gullivers Reisen                     | 1948                               | Gulliver’s Travels | Dave Fleischer   |             |
| Die Heinzelmännchen                  | -                                  | -                  | Hubert Schonger  |             |
| Schneewittchen und die sieben Zwerge | -                                  | -                  | Carl Heinz Wolff |             |
| Die Unheimlichen Wünsche             | -                                  | -                  | Heinz Hilpert    |             |
| Die Verzauberte Prinzessin           | -                                  | -                  | Alf Zengerling   |             |
| Der Zauberer von Oz                  | 1950                               | The Wizard of Oz   | Victor Fleming   |             |

## Geboren
- Peter S. Beagle
- Barry N. Malzberg († 2024)
- Suzy McKee Charnas († 2023)
- Michael Moorcock

## Einzelnachweis
1. ↑  Bild: Disney mit den Oscar-Statuetten